# Caiazzo
Caiazzo är en stad och kommun i provinsen Caserta, i regionen Kampanien i Italien. Kommunen hade 5 489 invånare (2017). och gränsar till kommunerna Alvignano, Castel Campagnano, Castel di Sasso, Castel Morrone, Liberi, Limatola, Piana di Monte Verna och Ruviano.
Caiazzo är med all säkerhet äldre än Rom, och grundades förmodligen av oskerna. Under en period var staden influerad av etruskerna innan hon blev erövrad av samniterna (431 f.Kr.). Under andra samnitiska kriget var Caiazzo under romersk kontroll. Staden stred mot Rom i bundsförvantskriget och blev återerövrad av Sulla. Staden blev sedan municipium.